# Madre Maria São Miguel
Madre Maria São Miguel, cujo nome de batismo era Bárbara Elisa Poux, foi uma religiosa nascida na França, em 1797, na cidade Planches em Montagne e é a fundadora da Congregação dos Santos Anjos, cujo objetivo é educar jovens. Hoje a Congregação dos Santos Anjos consolidou-se como uma das mais importantes congregações religiosas voltadas para a educação no Brasil com vários colégios em funcionamento. Os ideais de educar os jovens plantando em seus corações os ensinamentos de Cristo fizeram de Madre Maria São Miguel uma das mais importantes figuras Católicas da França em seu tempo. Morreu em 1855, e hoje as religiosas de sua congregação lutam para sua beatificação. Os restos mortais de Madre Maria São Miguel estão em mausoléu na cidade de Macon, França. Hoje a Casa Generalícia da congregação funciona no Brasil.